# (488) Kreusa
(488) Kreusa – planetoida z pasa głównego asteroid okrążająca Słońce w ciągu 5 lat i 225 dni w średniej odległości 3,16 j.a. Została odkryta 26 czerwca 1902 roku w Landessternwarte Heidelberg-Königstuhl w Heidelbergu przez Maxa Wolfa i Luigi Carnerę. Nazwa planetoidy pochodzi od Kreuzy, jednej z postaci o tym imieniu w mitologii greckiej. Przed nadaniem nazwy planetoida nosiła oznaczenie tymczasowe (488) 1902 JG.